# Кармайкл, Ричард
Ричард Кармайкл (англ. Richard Carmichael; февраль 1779, Дублин, — 8 июня 1849, Саттон) — ирландский хирург и венеролог.

## Биография
Родился на Бишоп Стрит в Дублине, сын Хью Кармайкла, адвоката, и Сары Роджерс из графства Мит. Изучал хирургию в близлежащем Колледже хирургии.
Он основал Ирландскую медицинскую ассоциацию в 1840 году и был её президентом до самой смерти.

## Труды
Написал: «Опыт о венерических болезнях, обнаруживаемых вместе с сифилисом» (англ. «An Essay on venereal diseases which have been confounded with syphilis etc.», 1814—1815), «Опыт о венерических болезнях и верном и неверном применении ртути для их лечения» (англ. «An Essay on venereal diseases and the uses and abuses of mercury», 1814—1825) и некоторые другие труды.